# Rönnäng

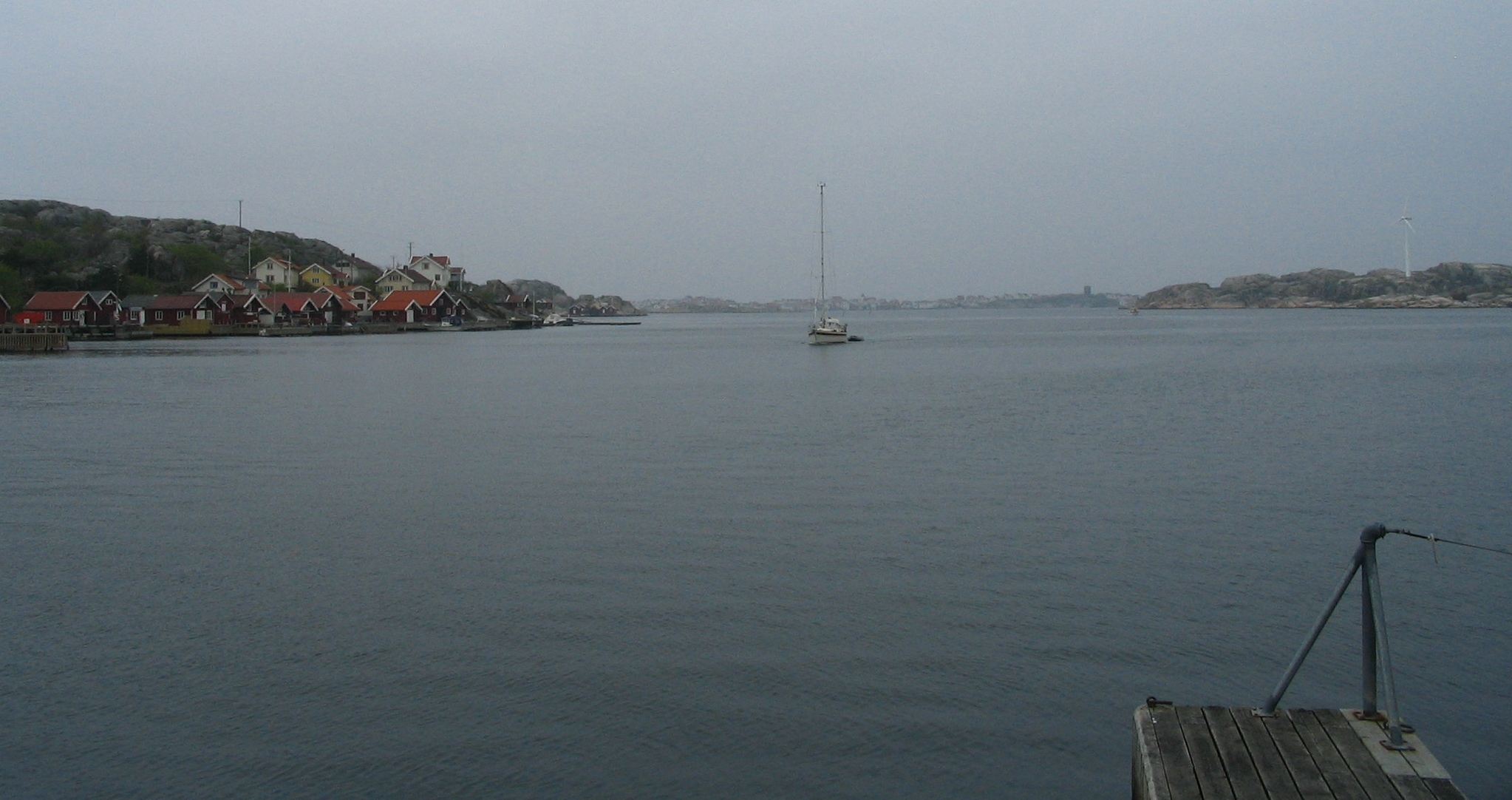
Blick vom Hafen von Rönnäng in Richtung Südwesten

Rönnäng ist ein Ort (tätort) in der westschwedischen Provinz Västra Götalands län und der historischen Provinz Bohuslän.
Der Ort liegt in der Gemeinde Tjörn ganz im Süden der gleichnamigen Insel Tjörn.
Von hier aus verkehren auch die Fähren zu den Inseln Tjörnekalv, Åstol und Dyrön.